# 那木济勒色楞

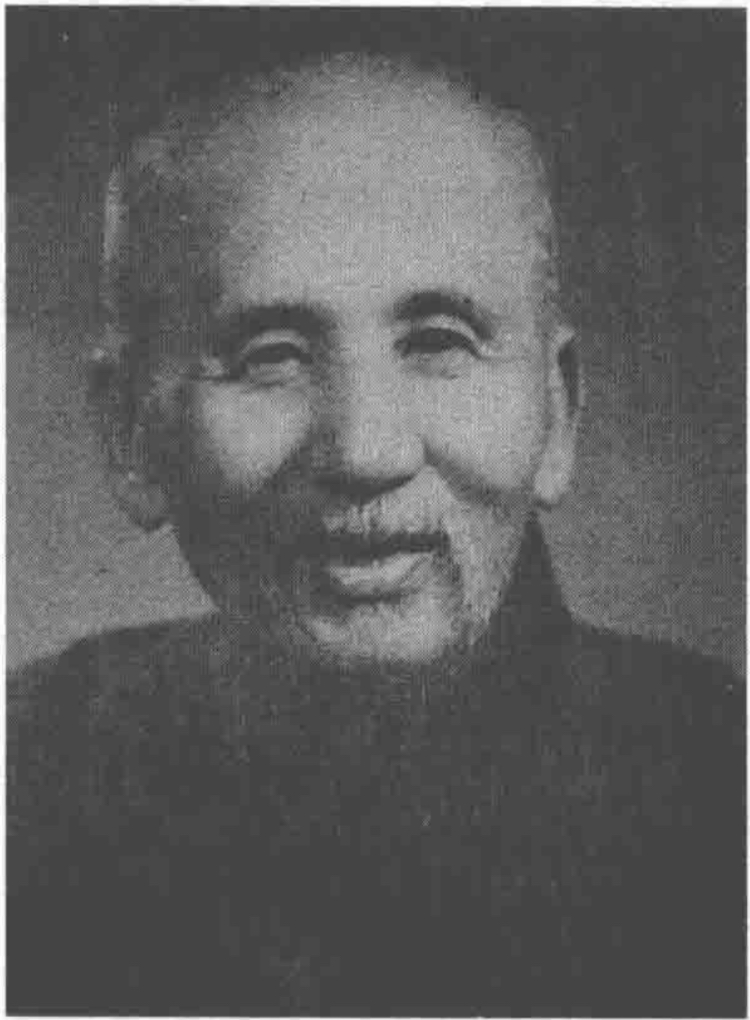
那木濟勒色楞晚年照片

那木济勒色楞（1879年12月30日—1951年6月6日），汉名包乐康，博尔济吉特氏，蒙古族，内扎萨克蒙古哲里木盟达尔罕旗（今内蒙古自治区通辽市科尔沁左翼中旗）人，末任科尔沁扎萨克达尔罕亲王。

## 生平
达尔罕在蒙古语中意为免征赋税的人，是其家族的世袭名号。孝庄文皇后的父亲宰桑是那木济勒色楞的12代祖先。那木济勒色楞常住奉天，和奉系军阀张作霖交从甚密，是儿女亲家。那木济勒色楞和张作霖共同放垦达尔罕旗的草原，引发嘎达梅林起义。
九一八事变之后，日本关东军司令官本庄繁、特务头子土肥原贤二多次劝诱他担任满洲国要职，那木济勒色楞坚辞不就，1931年末逃到北平。七七事变后北平沦陷，日军再次威胁他出任政府要职，那木济勒色楞便贿赂医院大夫，谎称患有严重肺结核病，以此为由拒绝，直到抗战胜利。1948年到台湾，1949年又移居香港直至1951年病逝于九龍。

## 家庭
清光緒二十八年（1902），他奉慈禧太后懿旨娶克勤郡王晉祺四格格為福晉，生二男二女。长子包晓峰（蒙古名林沁色鲁布）娶張作霖次女張懷英为妻，后離婚；次子包明远和吉林省督军吴俊升之女订婚，但因为包明远弱智未成婚。长女嫁给了蒙古贞旗（现辽宁省阜新蒙古族自治县）王爷云丹桑布，次女早夭。
民國十四年（1925），那木济勒色楞的福晉過世后由張作霖牽綫，與朱博儒（清朝官员朱恩古之女，满族朱尔吉特氏）結婚，育有七男五女。

## 外部連結
- 科尔沁传奇